# Wandella alinjarra
Espèce
Wandella alinjarra est une espèce d'araignées aranéomorphes de la famille des Filistatidae.

## Distribution
Cette espèce est endémique du Territoire du Nord en Australie. Elle se rencontre à Darwin, dans le parc national du mont Elliot et le parc national de Kakadu.

## Description
Le mâle holotype mesure 2,5 mm et la femelle paratype 3,9 mm.

## Publication originale
- Gray, 1994 : A review of the filistatid spiders (Araneae: Filistatidae) of Australia. Records of the Australian Museum, vol. 46, no 1, p. 39-61 (texte intégral).